# Härkingen
Härkingen (toponimo tedesco) è un comune svizzero di 1 533 abitanti del Canton Soletta, nel distretto di Gäu.